# Movimientos subversivos de Venezuela en la década de 1960
Los Movimientos subversivos de Venezuela en 1960 fueron una serie de rebeliones armadas contra el gobierno democrático de Rómulo Betancourt a comienzo de los años 60. Hubo una serie de rebeliones militares, como el Barcelonazo, el Carupanazo y el Porteñazo. En el mundo político, confronta al mismo tiempo las divisiones de Acción Democrática, primero la del y luego la del Grupo ARS. 

## Historia

### Gobierno
Rómulo Betancourt se posesiona el 13 de febrero de 1959. Periodista y político, tiene entonces 51 años de edad, y no menos de 30 en las luchas políticas. Integra un gabinete de coalición (según el Pacto de Puntofijo) con tres ministros de Unión Republicana Democrática (URD): Ignacio Luis Arcaya, Relaciones Exteriores; Manuel López Rivas, Comunicaciones, y Luis Hernández Solís, Trabajo. Dos de Copei: Lorenzo Fernández, en Fomento, y Víctor Giménez Landínez, en Agricultura y Cría. Dos de Acción Democrática (AD): Luis Augusto Dubuc, Relaciones Interiores, y Juan Pablo Pérez Alfonzo, en Minas e Hidrocarburos. El resto del gabinete lo forman los independientes Rafael Pizani, en Educación; Santiago Hernández Ron, en Obras Públicas; José Antonio Mayobre, en Hacienda; Arnoldo Gabaldón, en Sanidad y Asistencia Social; y Andrés Aguilar, en Justicia. Ramón J. Velásquez es designado secretario general de la Presidencia, entonces un cargo clave. 

### Invasión de Jesús María Castro León

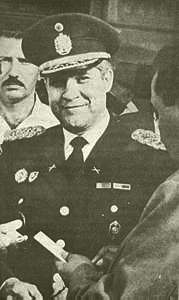
Jesús María Castro León.

Betancourt debe enfrentar al general Jesús María Castro León, quien invade por el Táchira el 20 de abril de 1960, desde la fronteriza población de Cúcuta. Castro comandó una invasión que ingreso al territorio nacional desde Colombia, pasando por San Antonio, la cual logró controlar la ciudad de San Cristóbal, capital del Estado Táchira.

### Atentado contra Rómulo Betancourt

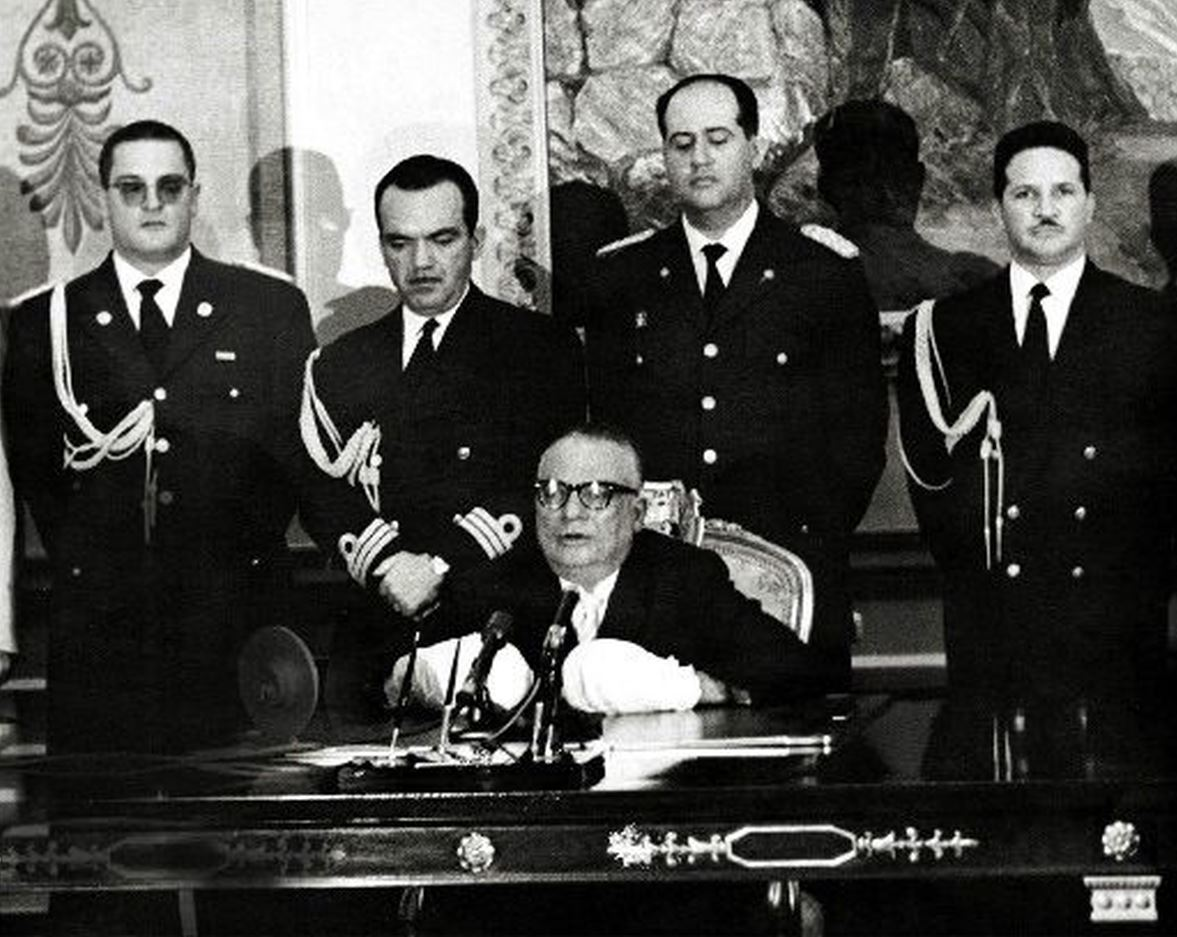
Rómulo Betancourt después de atentado.

El 24 de junio de 1960, Día del Ejército, ocurre el atentado contra el Presidente cuando se dirigía a presidir el desfile militar en "Los Próceres de Caracas". Rómulo Betancourt sufrió quemaduras en las manos, al explotar un automóvil que estaba estacionado en el Paseo Los Ilustres, justo cuando pasaba la comitiva presidencial. El jefe de la casa militar murió en el atentado. Las averiguaciones posteriores arrojaron que el autor intelectual había sido el presidente dominicano, el dictador Rafael Leónidas Trujillo, secundado por varios conspiradores venezolanos.

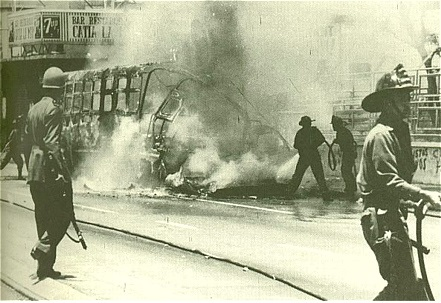
Protestas de extrema izquierda en Venezuela en 1960.

El 12 de septiembre de 1960 el teniente Saldívar asalta una radiodifusora y a punta de pistola difunde una alocución subversiva.  El 19 de octubre estalla en Caracas una protesta llamada por sus impulsores "insurrección popular", esta se estiende por 5 dias y deja 5 muertos y 50 heridos, el gobierno la nombra como "la menos popular de la insurrecciones". Bandas urbanas incendian autobuses y otros vehículos. El 28 de noviembre son suspendidas las garantías constitucionales en todo el país por tempo indefinido Mediante el Decreto N° 402. El 20 de febrero de 1961 una Academia militar se alza al mando del coronel Edito Ramírez e intentan infructuosamente tomar el Palacio de Miraflores.

### Barcelonazo
El 26 de junio de 1961 estalla una sublevación en el cuartel Pedro María Freites, ubicado en la ciudad de Barcelona, en contra el gobierno de Rómulo Betancourt. El levantamiento fue un fracaso y terminó con la muerte de 30 personas y el arresto de los militares sublevados.

### Carupanazo

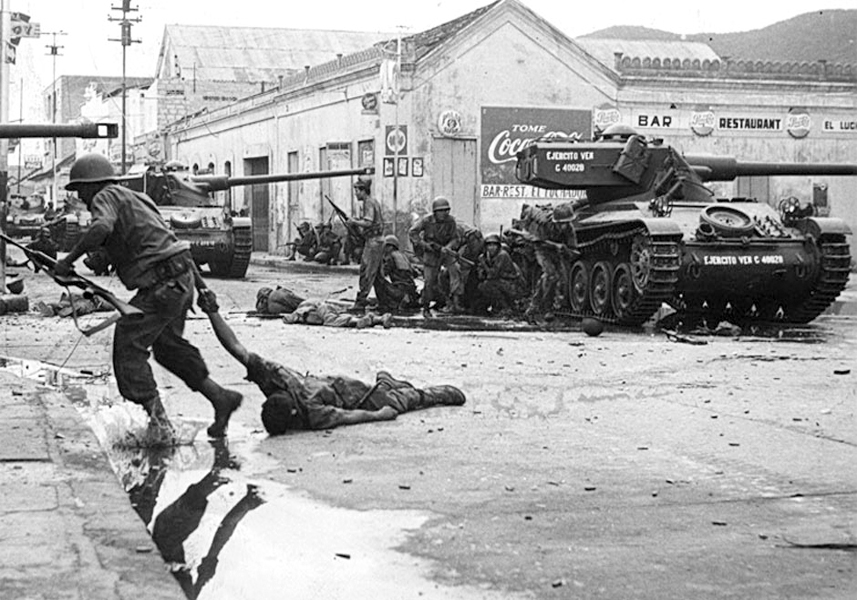
Enfrentamientos durante el Curupanazo.

El 22 de abril de 1962 el general Antonio Briceño Linares, ministro de Defensa, declaró en la Cámara de Diputados del Congreso que el país estaba al borde una revolución. Unos días después ocurrió el Carupanazo, una insurrección militar de izquierda en la ciudad de Carúpano. Los alzados tomaron la ciudad, el aeropuerto y la emisora Radio Carúpano desde donde difundieron un manifiesto a nombre del "Movimiento de Recuperación Democrática". La rebelión es sofocada en la llamada Operación Tenaza del segundo gobierno de Rómulo Betancourt.

### Porteñazo

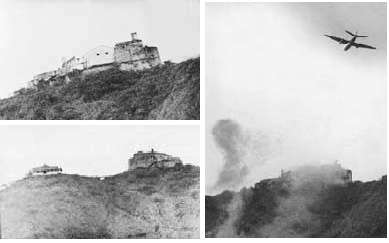
Avión Canberra de la Fuerza Aérea bombardeando el Fortín Solano.

El 2 de junio de 1962 estallo una sublevación en la base naval Agustín Armario, ubicada en la ciudad de Puerto Cabello, en contra el gobierno del presidente Rómulo Betancourt. Fue el levantamiento más mortífero durante el gobierno de Betancourt con un saldo de más de 500 muertos luego de varios días de combate en Puerto Cabello.